# Podolien

Historisches Wappen von Podolien

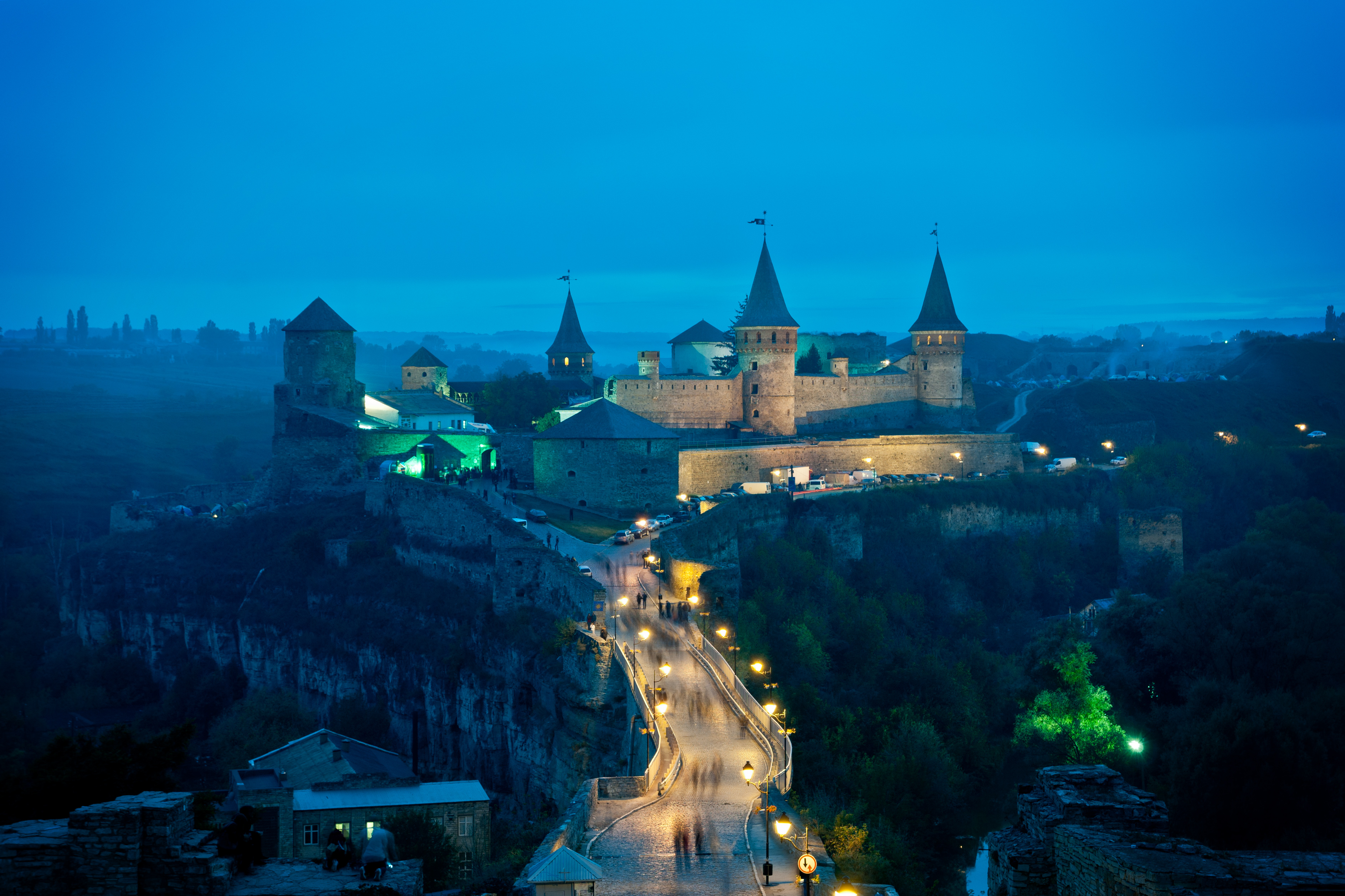
Mittelalterliche Festung in Kamjanez-Podilskyj

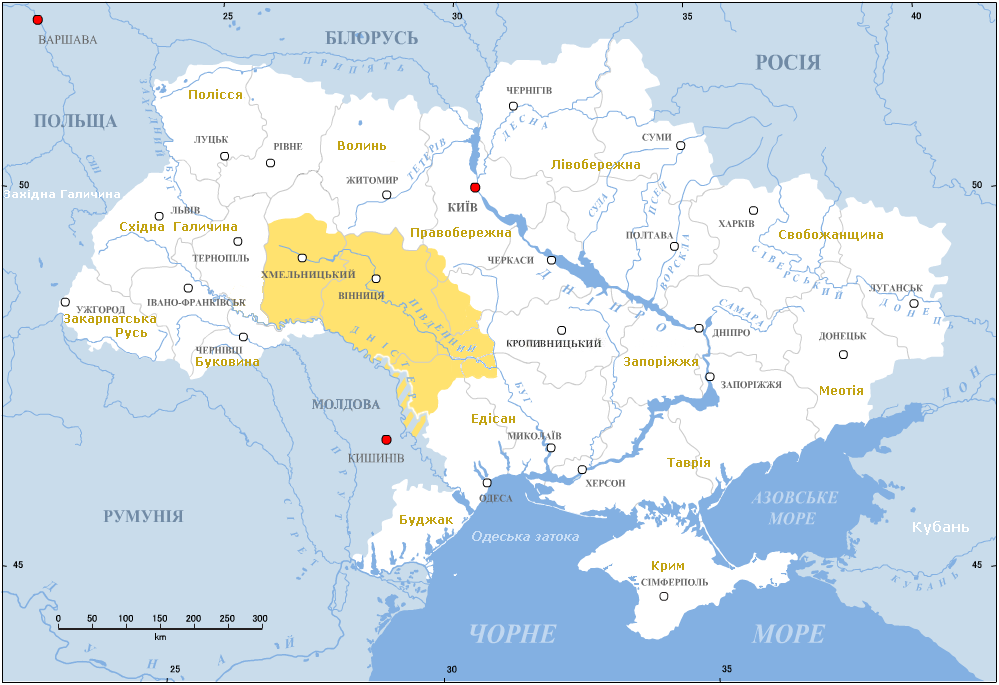
Gelb markiert Podolien auf einer Karte der heutigen Ukraine

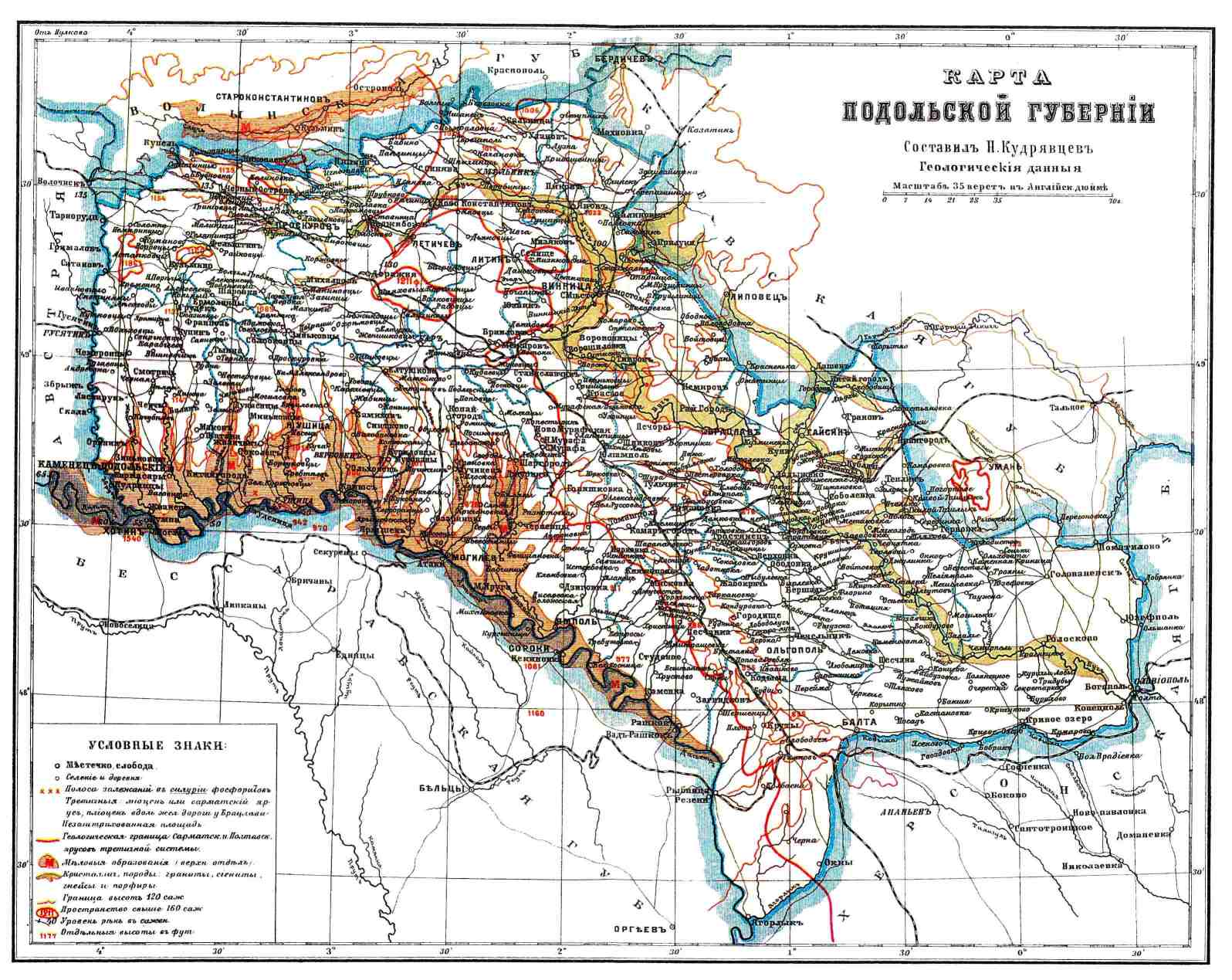
Karte des russischen Gouvernements Podolien um 1900

Podolien (ukrainisch Поділля Podillja, polnisch Podole, russisch Подолье Podolje, rumänisch Podolia) ist ein historisches Gebiet in der südwestlichen Ukraine und im nordöstlichen Teil der Republik Moldau (hier die nördliche Hälfte Transnistriens).

## Geographie
Die Landschaft Podoliens, die sich als Teil der großen Osteuropäischen Ebene östlich der Karpaten befindet, ist landwirtschaftlich geprägt. In der Podolischen Platte ist sie flach bis hügelig und von canyonartigen Flusstälern durchzogen. Die wichtigsten Flüsse sind der Sbrutsch, der Südliche Bug und der Dnister, größere Städte Winnyzja und Chmelnyzkyj im Osten sowie Kamjanez-Podilskyj und Ternopil im Westen.

## Etymologie
Podolien geht auf die slawische Wurzel dol- zurück, was Tal oder Tiefebene bedeutet (vgl. Doline). Das Präfix po- bedeutet in etwa bei oder entlang. Nach ähnlichem Prinzip sind die Landschaftsnamen Pommern, Pomorje, Pokutien, Polesien und Podlachien aufgebaut.

## Geschichte
In der Antike lebten in Podolien Skythen und Sarmaten. Entlang des Flusses Dnister lebten die Tyrageten, ein thrakischer Stamm. Im 5. bis 6. Jahrhundert strömten hier Slawen aus dem Norden ein. Das Gebiet wurde später von Hunnen, Awaren, Magyaren und Mongolen durchzogen.
Nach der Wende zum zweiten Jahrtausend gehörte Podolien zum ruthenischen Fürstentum Halytsch-Wolhynien, von 1366 bis zur Zweiten Polnischen Teilung (1793) zu Polen-Litauen.
Während der zahlreichen Kämpfe gegen die Tataren des Osmanischen Reiches zeichnete sich in den Jahren 1530 bis 1550 besonders der Schlesier Bernhard von Prittwitz († 1561) als Terror Tartarorum („der Schrecken der Tataren“) aus, der hierfür von der polnischen Krone mit dem Amt des Starost von Bar und Trembowla (heute: Terebowlja) und zahlreichen Ländereien belohnt wurde. Dennoch fiel ein Großteil Podoliens während des Osmanisch-Polnischen Krieges (1672–1676), 1672 an die Osmanen (siehe Islam in der Ukraine). Erst nach dem Krieg in Ungarn, an dem der polnische König Johann III. Sobieski 1683 erfolgreich teilgenommen hatte (siehe Belagerung von Wien), kam Podolien 1699 zurück an Polen.
Unter polnischer Herrschaft wurde das Gebiet in Form der Woiwodschaften Podolien und Bracław verwaltet. Kamjanez-Podilskyj (poln. Kamieniec Podolski) war jahrhundertelang südöstliche Grenzfestung des Königreichs Polen.
1772 waren die westlichen Teile ins österreichische Galizien integriert worden.  Im Jahre 1793 kam ein Teil des Gebietes zum Russischen Kaiserreich und bildete dort das Gouvernement Podolien. Zwischen 1813 und 1835 kam es in Podolien zu einem von Ustym Karmaljuk geführten Bauernaufstand. Von 1920 bis 1939 gehörte der westliche Gebietsteil zu Polen, der östliche zur Sowjetunion (Ukraine und Moldawien).

## Podolien in der Literatur
Der aus Budzanów, Ostgalizien, stammende Schriftsteller und Journalist Soma Morgenstern hat Podolien in seinem großen Romanwerk, der Trilogie Funken am Abgrund, als Schauplatz der Romanhandlung gewählt, in der ein in assimilierter Umgebung in Wien aufgewachsener junger Mann jüdischer Herkunft für sich den Sinn jüdischer Existenz entdeckt und zum Glauben seines Volkes zurückfindet.

## Heutige Zugehörigkeit
Auf dem Gebiet des historischen Podoliens befinden sich die heutigen Oblaste Ternopil (östlicher Teil), Winnyzja und Chmelnizki. Ein winziger Teil im Südosten gehört zur Republik Moldau (der Norden Transnistriens, mit den Städten Rîbnița und Camenca).